# Pierre-Marie Gy
Pierre-Marie Gy OP (ur. 19 października 1922 w Paryżu, zm. 20 grudnia 2004) – francuski duchowny katolicki, specjalista liturgii, dominikanin.
Święcenia kapłańskie otrzymał w 1948. Po studiach wykładał sakramentologię i liturgikę na dominikańskim wydziale teologicznym w Paryżu (tzw. Le Saulchoir), od 1956 związany z Instytutem Katolickim w Paryżu, w latach 1964–1986 kierownik Wyższego Instytutu Liturgii przy tej uczelni. Pracował także we francuskim Narodowym Centrum Duszpasterstwa Liturgicznego, wydawał specjalistyczne pismo "Le Maison-Dieu".
Z nominacji Jana XXIII uczestniczył w pracach liturgicznej komisji przygotowawczej Soboru Watykańskiego II, po Soborze Paweł VI powołał go w skład Consilium wprowadzającego w życie reformy dotyczące liturgii. Wraz z innymi specjalistami - Johannesem Wagnerem, Aime-Georges'em Martimortem i Annibale Bugninim - był autorem konstytucji soborowej ds. liturgii Sacrosanctum Concilium.
Największe znaczenie mają prace księdza Gy nad Mszałem (zob. też reforma liturgiczna po Soborze Watykańskim II), sakramentem małżeństwa i bierzmowania, rytuałami namaszczenia chorych i pogrzebu. Przeszedł na emeryturę w 1990. Autor wielu prac na temat liturgii.